# Alison Carroll
Alison Carroll (Londres, 27 de março de 1985) é uma ginasta e modelo britânica.
Alison é a primeira modelo a ser ginasta profissional, e também a única que já representou Lara mesmo antes de ser contratada para ser modelo oficial. Alison promoveu Tomb Raider Underworld.